# Peru Abarca
Pour les articles homonymes, voir Abarca.
Peru Abarca (1802) - dont le titre complet est El doctor Peru Abarca, catedrático de la lengua bascongada en la Universidad de Basarte, o Diálogos entre un rústico solitario bascongado y un barbero callejero llamado Maisu Juan- est un roman en basque (euskara), œuvre majeure du prêtre et auteur basque Juan Antonio Moguel Urquiza (1745-1804). Il a été publié en 1881.
Cette œuvre est considérée comme le premier roman en basque et est venu démontrer les possibilités qu'avait la prose basque d'aller au-delà de son utilisation habituelle dans des textes religieux, comme le catéchisme, dévotions, etc.
L'édition de Peru Abarka a été problématique. Moguel n'est pas arrivé à voir son œuvre dans les librairies, puisqu'on l'a publié 80 ans après son décès (en 1804). Moguel l'a écrite en 1802 et elle fait une défense de la société traditionnelle et rurale de l'Ancien Régime et du monde campagnard, comme seule possibilité pour la régénération du peuple basque. La publication en castillan n'a pas été réalisée jusqu'en 1899.

## Classification
Elle est écrite en dialecte biscayen et il y a eu traditionnellement des problèmes pour la classer, parce que bien que le roman soit écrit au départ en basque, on ne peut pas affirmer qu'il remplisse les normes propres de celle-ci. Ainsi l'ouvrage n'a pas de trame, par conséquent les personnages ne forment pas une histoire qui a un début, un développement et une fin. Les références spacio-temporelles sont minimales et sans importance narrative. Il pourrait être défini comme une narration qui tourne autour des conversations entre les personnages.

## Argument et structure
L'œuvre a la structure externe suivante :
1. Introduction en castillan.
2. Six actes ou conversations, dans ces derniers se développent l'argument.
3. Septième conversation, n'a aucune relation avec ce qui pourrait être appelé argument parce qu'il s'agit d'une conversation entre deux prêtres.

L'argument est le suivant : l'enseignant Juan est un urbain ignorant, Peru Abarca par contre un homme né et qui a grandi à l'école de la ferme (Université de Basarte). Chaque personnage est un reflet de mondes totalement différents, dans le jeu duquel la conversation réside la clé de l'œuvre.
Des éléments de ce jeu sont :
- La personnalité des deux personnages de l'œuvre.
- L'étude de la manière d'être de ces personnages.
- L'habileté d'effectuer des précisions spacio-temporelles (pour très faibles qu'elles soient) au moyen des conversations.
- L'étude les us et coutumes.
- Le jeu entre les différents niveaux conversationnels des protagonistes.
- Commentaires sur le basque.
- L'exposition du monde du point de vue rural.

## Personnages
Le Maestro (Maître) Juan n'est pas plus enseignant que de nom, parce que face au Peru il n'est qu'un élève. L'œuvre est développée dans les conversations entre les deux personnages protagonistes, le reste est seulement contingent. Cela est la seule trace d'argument de l'œuvre.
La balance entre les deux personnages, sur décision de l'auteur lui-même, s'incline vers le Maestro Juan, celui qui par son manque de culture et ignorance, s'avère plus proche du lecteur que le Peru omniscient. Juan s'avère plus réaliste à la fin de ce compte que le Pérou, celui qui ne commet aucune erreur. Malgré cela l'auteur maintient l'équilibre juste et la considération envers ses personnages, parce que même si le Peru peut parfois s'avérer quelque chose parfois pedant, il ne paraît jamais dépasser la limite de l'excessif.

## Critique
La critique de l'œuvre Peru Abarca comme une de celles des plus grandes en qualité de la littérature basque étant donné les caractéristiques suivantes :
- Est une œuvre visant un objectif public quelque chose au-dessus du niveau culturel moyen, paraît tenir compte des mots d'Axular[1].

- L'œuvre montre ce qui est considéré comme le monde authentique euskaldun, très agréable pour le lecteur éloigné du monde rural.

- L'abondance de conversations allège une œuvre qui en soi déjà n'est pas non plus très longue, en le rapprochant du lecteur.

- Les conversations, en outre, l'auteur les transforme en élément stylistique et de base de l'œuvre.

- L'auteur remplace avec succès les brèves expressions action et temps avec la richesse du dialogue.

- Entre les différentes caractéristiques dont la critique fait aussi l'éloge on trouve la narration elle-même et le rythme léger.

- Les experts soulignent aussi l'importance ethnologique et aussi sa valeur pour connaître le basque, étant donné l'utilisation métalinguistique qui est faite de ceci.

On considère généralement que c'est une œuvre spécialement originale pour les raisons suivantes :
- Il n'existe pas de précédent dans la littérature universelle de ce type.

- Moguel se déplace avec beaucoup de liberté dans les bases et l'équilibre qu'il a lui-même choisi, jouant avec celles-ci.

## Influences

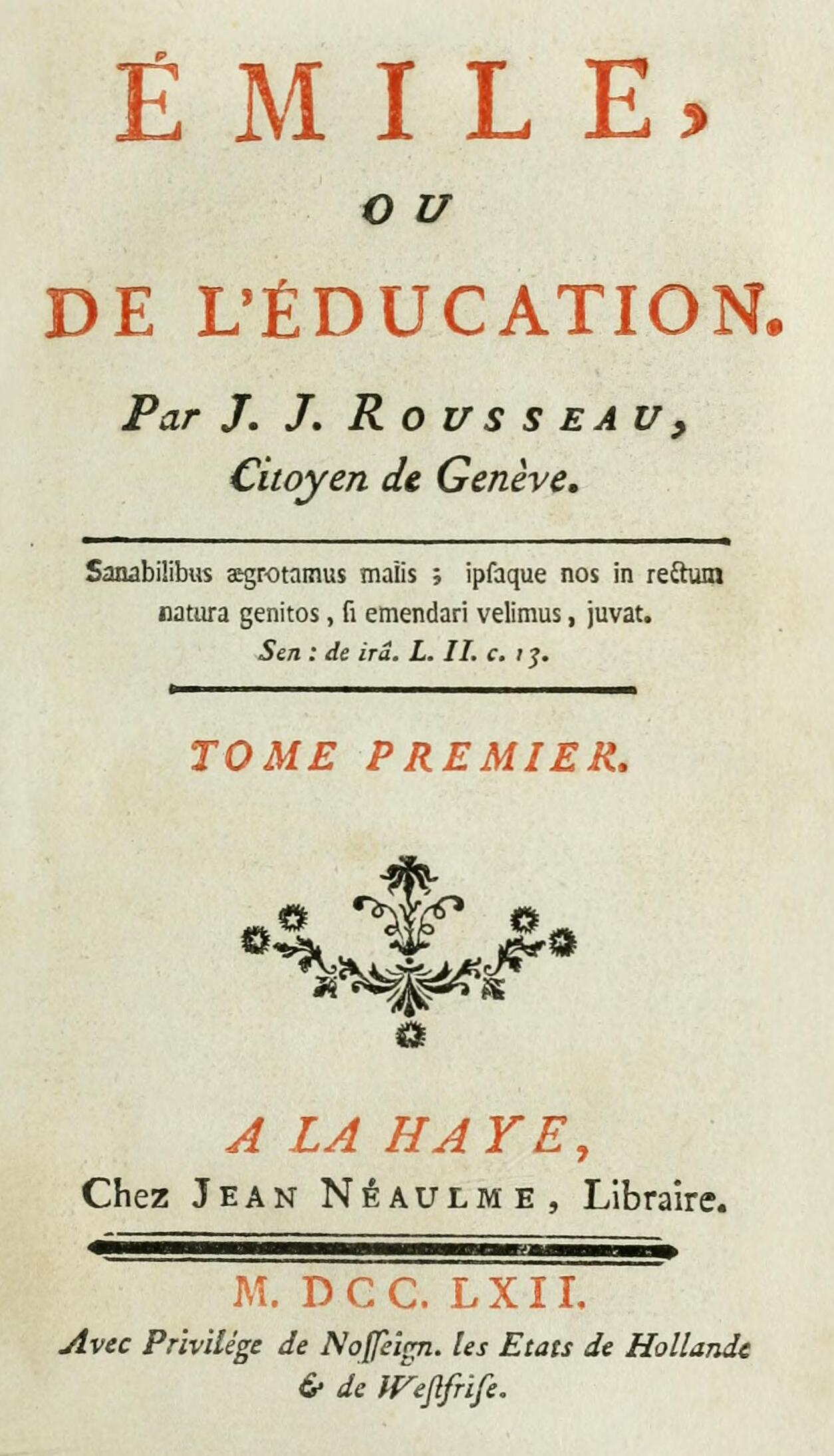
Couverture de la première édition d'Émile (1762) de Rousseau

Entre les influences reçues par Moguel on souligne généralement la similitude du personnage Peru avec les protagonistes de l'œuvre de Jean Jacques Rousseau Émile, ou De l'éducation (1762), parce que le même Emile sauvage est semblable avec le Peru, bien qu'il soit à un poste semblable, en doute par les étudiants pour ténu qui soit. En outre le Peru Abarca ne rassemble aucune des idées de Rousseau, ni même un rapprochement aux approches rénovateurs de l'auteur français déjà cité.
La critique dit que l'influence de cet auteur d'autres auteurs biscaïens a été plus que considérable, en commençant par son ami Pedro Antonio Añibarro et Paulo Astarloa (1752-1806) et s'étendant jusqu'aux auteurs du XXe siècle. Sont considérés par la critique comme le précurseur du roman coutumier. Entre les auteurs religieux, ses sermons et documents religieux - à part celui de Peru Abarca - sont aussi gardés en estime.
Pour finir il faut souligner que la critique met en rapport le Peru Abarca avec les débuts du romantisme en basque, parce que bien qu'elle ait été écrit en 1802 il a tardé à être étendu entre les différents auteurs et pour sa première publication son influence avait marqué le romantisme écrit en basque.